# Baccharis spicata

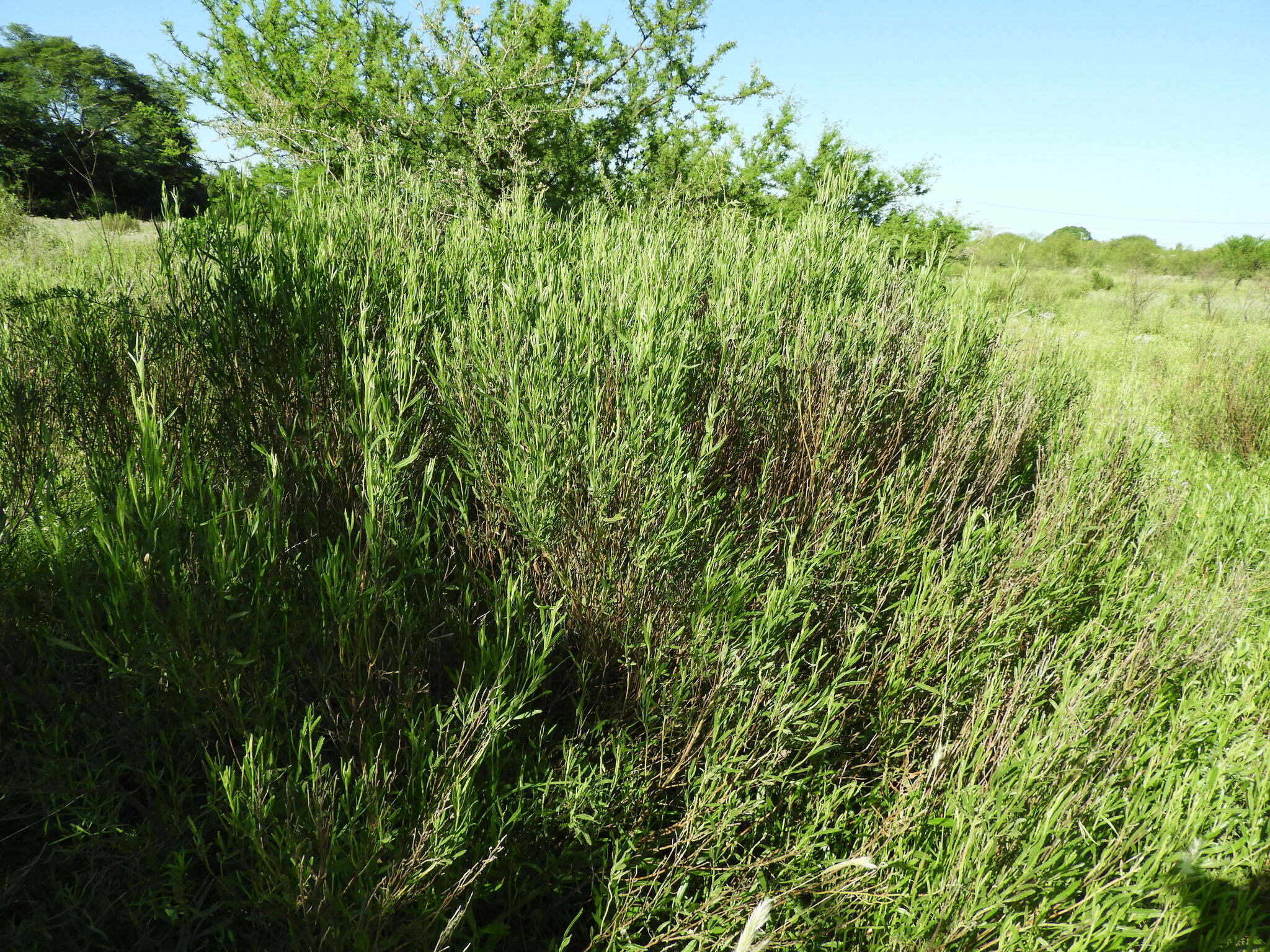
Baccharis spicata, hábito de la planta

La  chilca blanca, Baccharis spicata  (Lam.) Baill. es una especie de  arbusto  de Sudamérica templada,  endémica del sur de Chile, Brasil, Paraguay, Uruguay y NEA argentino. Actualmente, está naturalizado en el suroeste de Europa, más precisamente en el norte de Portugal.

## Descripción
Es un arbusto u subfrútice de hasta 1,5 m de altura.  Perenne, forma matas  con floración muy abundante entre fines de verano y principio de otoño.

## Usos
Sus flores poseen un aceite esencial usado como producto natural y bioactivo.  Se las usa en infusiones y en la formulación de  medicamentos fitoterápicos, y en  preparar bebidas alcohólicas y analcohólicas por sus propiedades amargas.

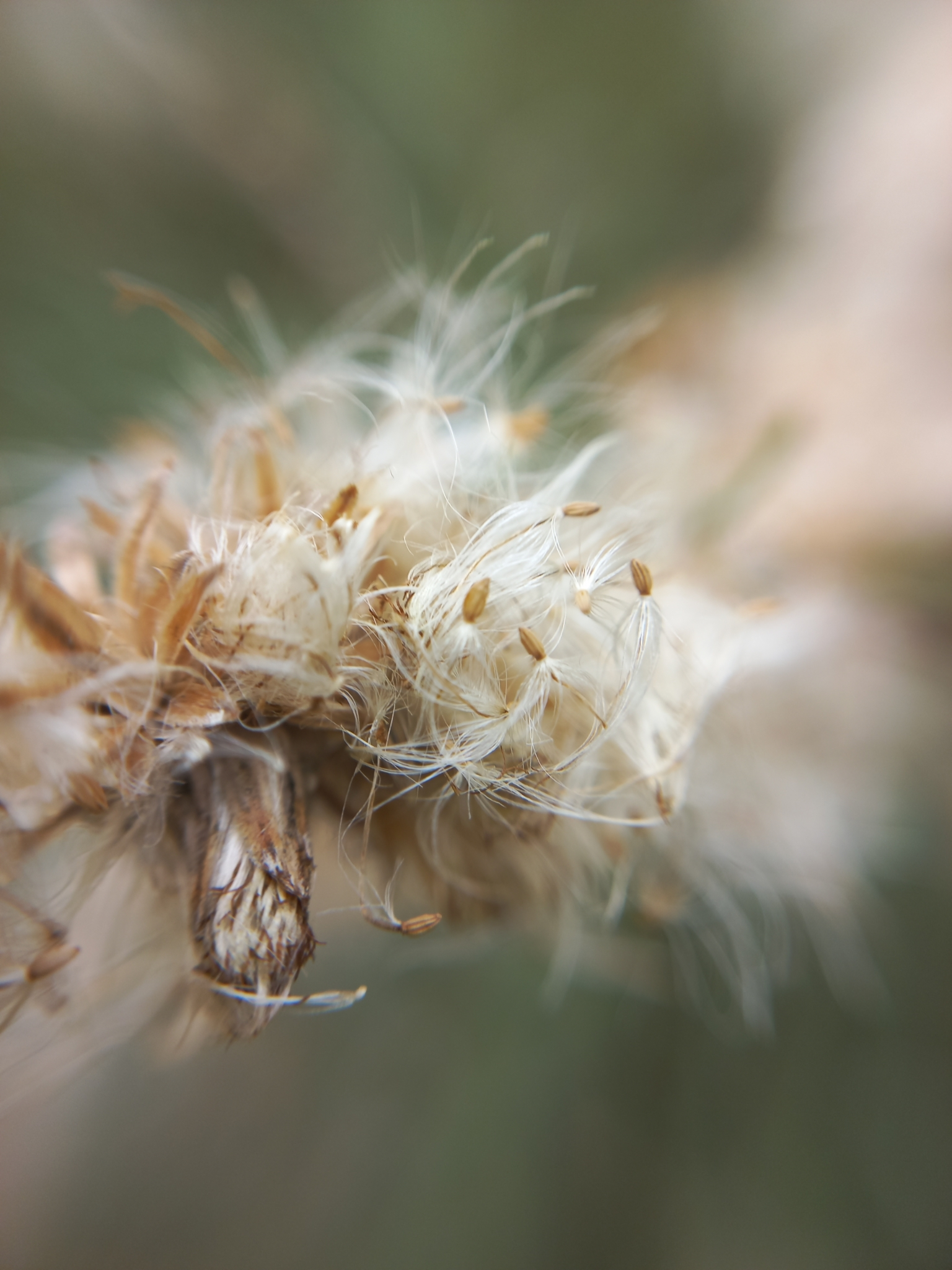
Baccharis spicata, semillas

Se la suele llamar 'carqueja',  el mismo nombre de su pariente: la típica carqueja, Baccharis trimera; hecho vulgar de usar el mismo nombre común a especies botánicamente distintas, que si bien son del mismo género,  poseen composición química diferente y por lo tanto otras propiedades farmacológicas. Claramente se observa la ausencia del componente principal de esta última: carquejol.
Aunque varias especies tienen características morfológicas diferentes, presentadas picadas se usan en sustitución de la verdadera carqueja, B. trimera. 
Se encuentra espatulenol (19 %), beta cariofileno (7,7 %), limoneno (7,4 %), beta pineno (6,5 %) y óxido de cariofileno (14,5 %).

## Taxonomía
Baccharis spicata fue descrita por (Lam.) Baill. y publicado en Botanische Jahrbücher für Systematik, Pflanzengeschichte und Pflanzengeographie 28: 590. 1901.
Etimología
Baccharis: nombre genérico que proviene del griego Bakkaris dado en honor de Baco, dios del vino, para una planta con una raíz fragante y reciclado por Linnaeus.
spicata: epíteto latino que significa "con espigas".
Sinonimia
- Baccharis attenuata
- Baccharis platensis
- Eupatorium spicatum